# Jacko Gill
Jackson « Jacko » Gill (né le 20 décembre 1994 à Auckland) est un athlète néo-zélandais spécialiste du lancer du poids. Il est entrainé très jeune par ses parents, puis par le Français Didier Poppé.

## Carrière
À seulement 15 ans et 7 mois, il devient le plus jeune champion du monde junior d'athlétisme en remportant en 2010 l'épreuve du lancer du poids des championnats du monde juniors de Moncton avec un jet à 20,76 m (poids de 6 kg). Auteur de la meilleure performance cadet avec 23,86 m (poids de 5 kg) fin décembre 2010, il réalise en début de saison 2011 la marque de 21,34 m (poids de 6 kg) lors des Championnats de Nouvelle-Zélande, signant à cette occasion la quatrième meilleure performance junior de tous les temps. Le 23 avril 2011, âgé de seize ans seulement, Jacko Gill établit un nouveau record national sénior en atteignant la marque de 20,01 m à Auckland. Il devient le plus jeune athlète à lancer le poids au-delà des 20 mètres.
Jacko Gill revient au poids de 5 kg à l'occasion des championnats du monde cadets qui se déroulent à Lille. Il s'impose en toute logique avec un record du monde cadet à la clé : 24,35 m. Il devient le premier homme à dépasser la marque des 24 mètres avec le poids 5 kg. Ses dauphins sont relégués à près de 4 mètres et sa victoire consacre pour la première fois un néo-zélandais aux championnats du monde cadets.
En raison de son très jeune âge, il n'est pas qualifiable pour les championnats du monde d'athlétisme 2011 et ne dispute donc pas la compétition. En revanche, il se qualifie pour les Jeux de Londres, avec un lancer à 20,38 m, le 5 décembre 2011 à North Shore City, en battant son record personnel et en améliorant son record de Nouvelle-Zélande. Il est avec cette performance à moins d’un mètre du record d'Océanie détenu par Scott Martin en 21,26 m. Le 15 décembre 2011 à Auckland, il réalise 22,31 m au poids de 6 kg, soit 42 centimètres de moins que le record de David Storl. Il clôt une fantastique saison 2011 un jour avant ses 17 ans en lançant un poids de 5 kg à 24,45 m soit une meilleure performance mondiale cadet de la discipline.
Le 18 août 2013, Jacko Gill bat le record du monde junior du lancer du poids avec un jet à 23,00 m.
Il porte le record national a 20,70 m le 25 juin 2014 à Avarua sur Rarotonga pour remporter les Championnats d'Océanie. Après avoir ultérieurement battu le record national en 20,83 m à  Christchurch le 8 février 2016, il porte son record personnel à 21,01 m à Lower Hutt le 21 janvier 2017.  
Entretemps, le 19 mars 2016, Gill termine 9e des championnats du monde en salle de Portland avec une marque de 19,93 m.
De retour de blessure, le 21 mars 2019, il lance à 20,76 m à Auckland, puis il remporte les championnats d'Océanie 2019 et bat son propre record des championnats de 5 centimètres avec 20,75 m.

## Palmarès
| Date | Compétition                    | Lieu              | Résultat | Marque  |
| ---- | ------------------------------ | ----------------- | -------- | ------- |
| 2010 | Championnats du monde juniors  | Moncton           | 1er      | 20,76 m |
| 2011 | Championnats du monde cadets   | Villeneuve-d'Ascq | 1er      | 24,35 m |
| 2012 | Championnats du monde juniors  | Barcelone         | 1er      | 22,20 m |
| 2014 | Championnats d'Océanie         | Rarotonga         | 1er      | 20,70 m |
| 2015 | Championnats du monde          | Pékin             | 8e       | 20,11 m |
| 2016 | Championnats du monde en salle | Portland          | 9e       | 19,93 m |
| 2016 | Jeux olympiques                | Rio de Janeiro    | 9e       | 20,50 m |
| 2017 | Championnats du monde          | Londres           | 9e       | 20,82 m |
| 2019 | Championnats d'Océanie         | Townsville        | 1er      | 20,75 m |
| 2019 | Championnats du monde          | Doha              | 7e       | 21,45 m |
| 2022 | Championnats du monde          | Eugene            | 7e       | 21,40 m |
| 2022 | Jeux du Commonwealth           | Birmingham        | 2e       | 21,90 m |
| 2023 | Championnats du monde          | Budapest          | 6e       | 21,76 m |
| 2024 | Championnats du monde en salle | Glasgow           | 5e       | 21,69 m |
| 2024 | Jeux olympiques                | Paris             | 7e       | 21,15 m |

## Records
| Épreuve                   | Performance | Record | Lieu             | Date             |
| ------------------------- | ----------- | ------ | ---------------- | ---------------- |
| Lancer du poids           | 22,12 m     |        | Auckland         | 16 mars 2023     |
| Lancer du poids (6 kg)    | 23,00 m     | WJR    | North Shore City | 18 août 2013     |
| Lancer du poids (5 kg)    | 24,45 m     | WYR    | Auckland         | 19 décembre 2011 |
| Lancer du disque (1,5 kg) | 62,05 m     |        | Auckland         | 27 août 2011     |